# Markt (Lokeren)
De Markt, ook wel Grote Markt genoemd, is het centrale plein van de Belgische stad Lokeren. Het plein is 1,38 hectare groot, en is de plaats waar elke woensdag markt wordt georganiseerd. Dit gebeurt sinds 1555, toen keizer Karel V Lokeren het recht gaf om markt te houden. 
Het plein gaat van de Sint-Laurentiuskerk tot aan het stadhuis van Lokeren. Daarna strekt de markt zich helemaal naar het noorden uit tot aan de Durme. In 1906 werd het voormalig postgebouw van Lokeren gebouwd aan de linkerzijde van de markt.

## Geschiedenis

Evolutie van het Marktplein (1610-1956)

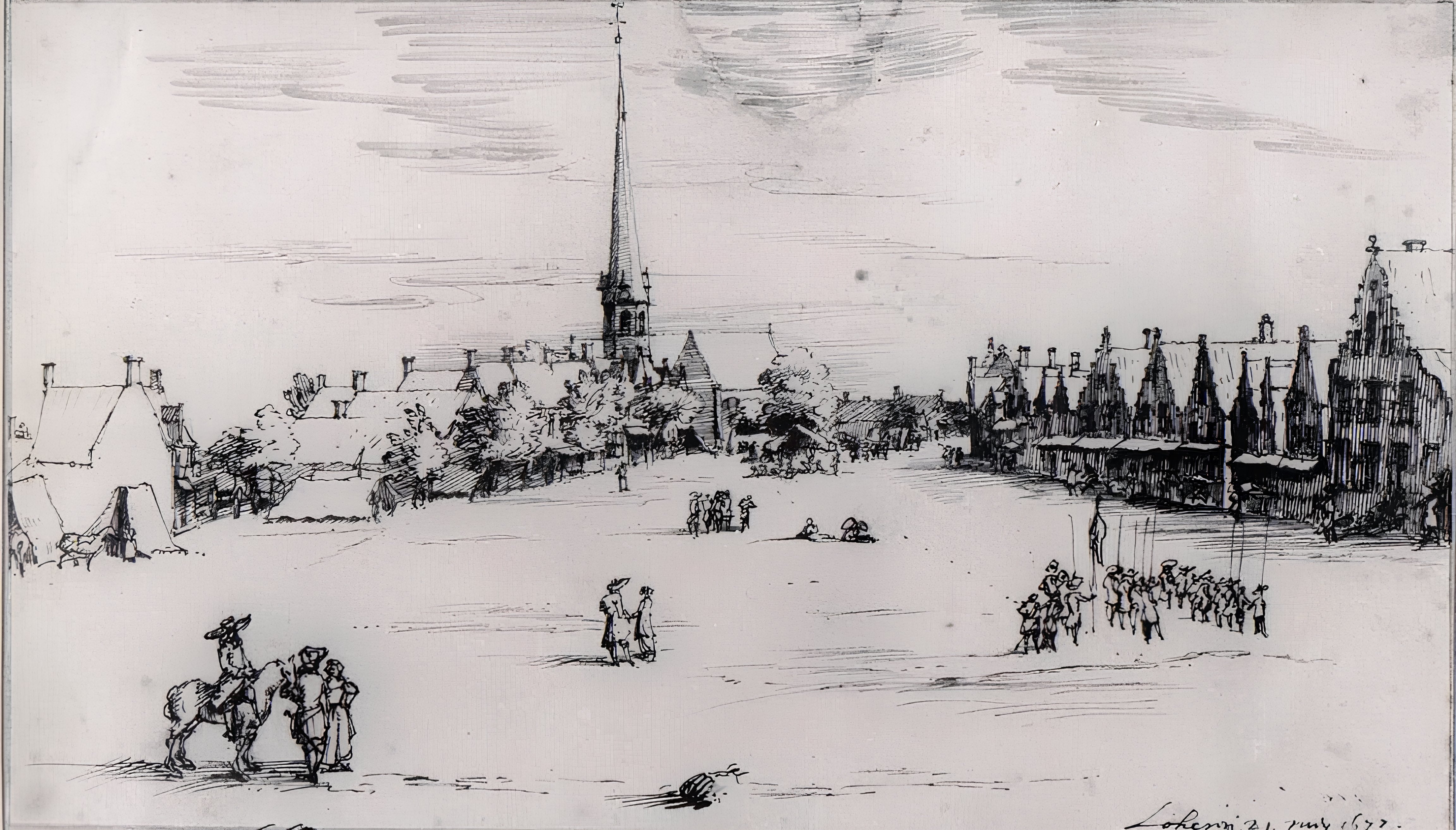
Markt van Lokeren in 1677

De Markt strekte zich vroeger als een driehoek uit vanaf de Sint-Laurentiuskerk tot aan de huidige Schoolstraat, toen de Nieuwstadstraat genoemd. Vanaf de Schoolstraat strekte de Markt zich als een rechthoek verder uit tot aan de huizenlijn waar nu het stadhuis is. Voor 1651 stond hier het Kasteel van Sterrebeek dat beheerd werd door de familie Cortewille. De Markt zal toen ook eerder een gesloten karakter gehad hebben. 
Wegens de toenemende handel over de Durme en de positieve gevolgen daarvan op de lokale economie, werden de meersen tussen het Marktplein en de Durme doorheen het begin van de 17e eeuw drooggelegd. Ca. 1650 strekte het Marktplein zich uit tot aan de rechteroever van de Durme via de oostelijke kant van het huidige Marktplein in de vorm van een driehoek. Er was een kaai aan de kant van het plein, hier komt de benaming Grote Kaai vandaan.
In 1651 strekte de Grote Markt zich uiteindelijk helemaal uit tot aan de Durme, waardoor het gesloten karakter van de Markt verdween. In datzelfde jaar werd het Kasteel van Sterrebeek gesloopt en de grachten gedempt om plaats te maken voor een nieuwe huizenrij die aan deze zijde van het Marktplein werd gebouwd.
In 1847 werd het station van Lokeren op nog geen 300m van de Markt geopend, de Stationsstraat verbindt deze twee plekken. Rond die straat werd ook de Stationswijk gebouwd. Aan de linkeroever van de Durme werd toen ook een publieke plaats geopend die de Grote Markt een nog opener karakter gaf.

## Galerij

Opvallende gebouwen aan de Markt (De Vier Bakens)
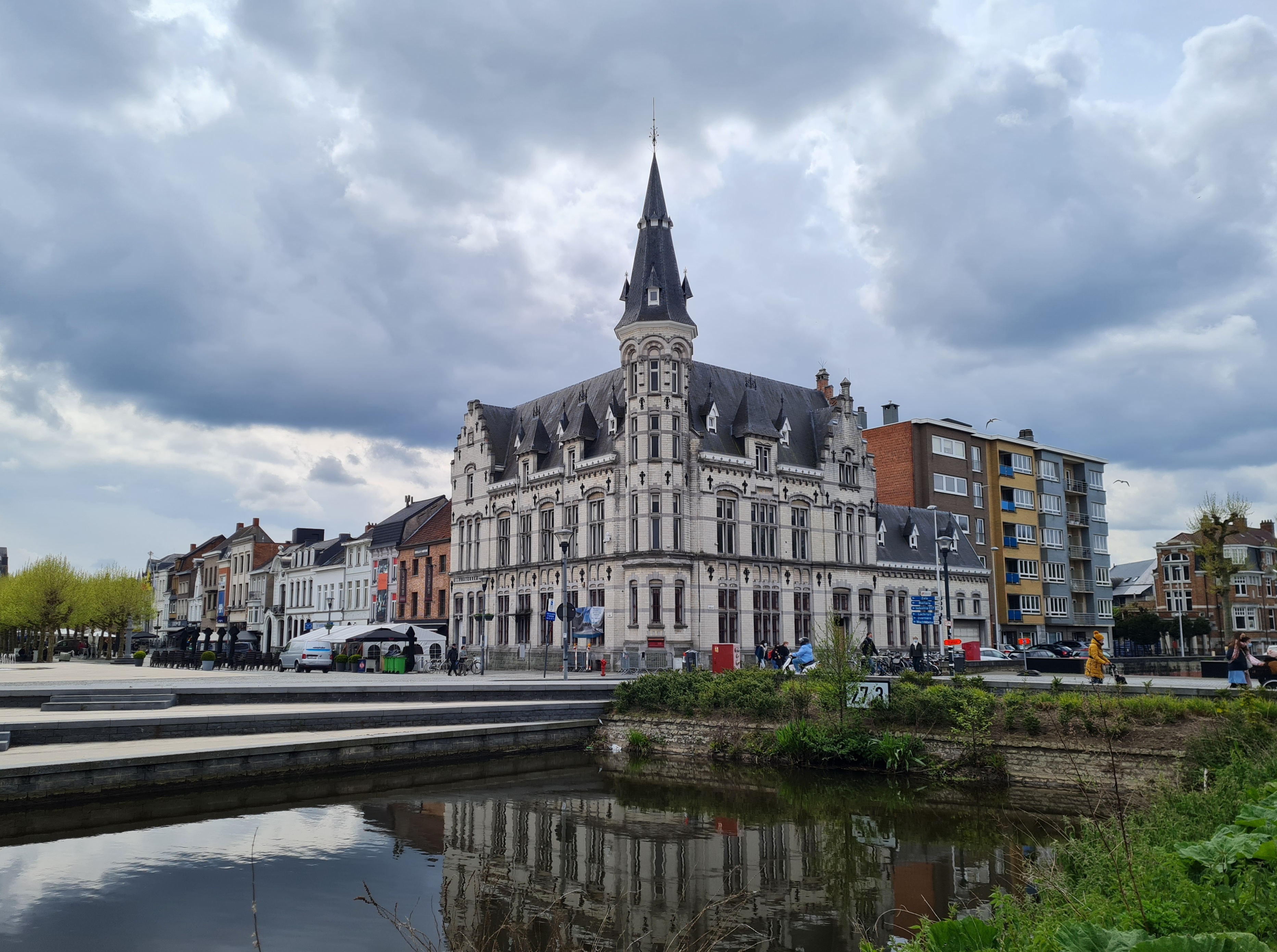
Oud Postgebouw
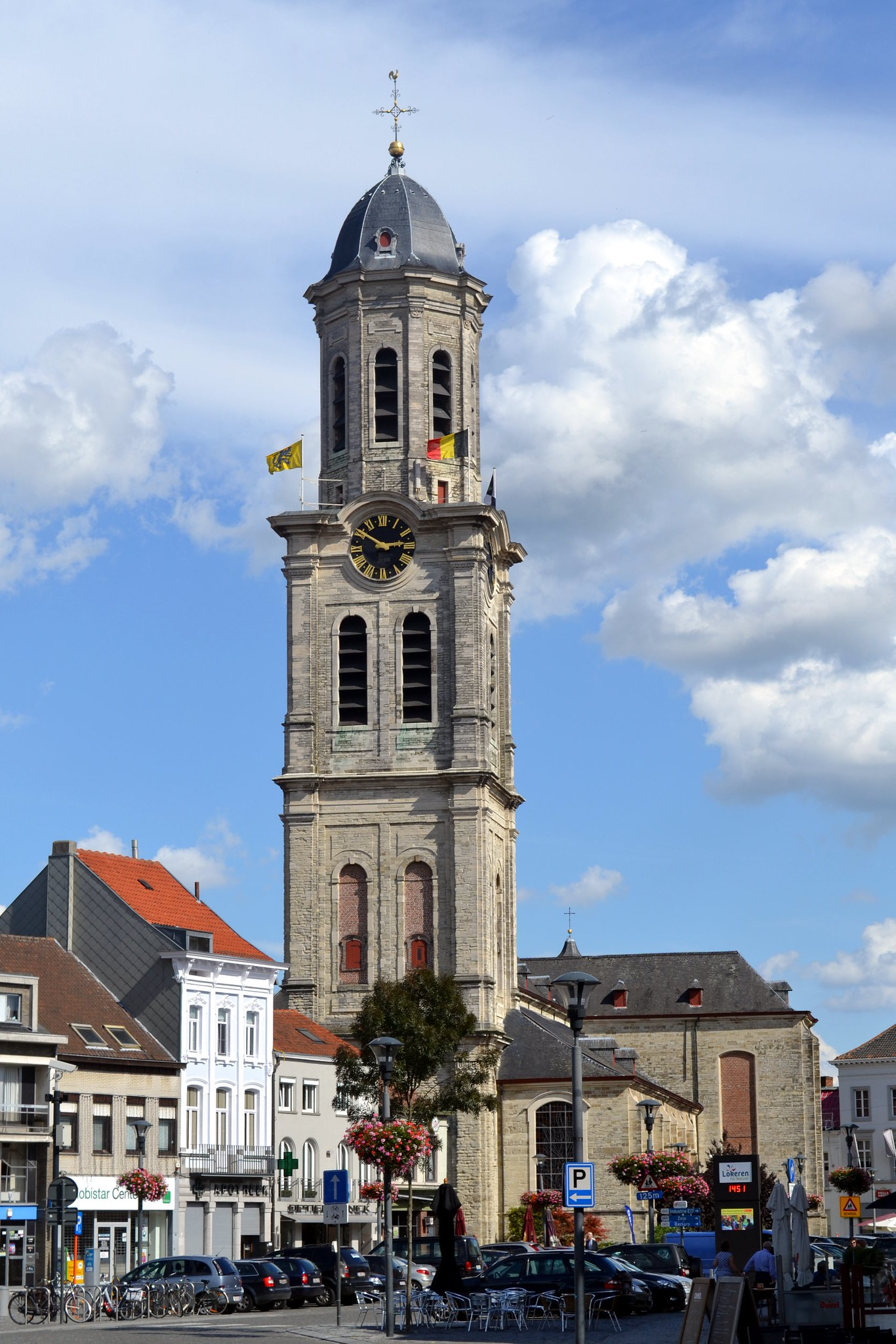
De Sint-Laurentiuskerk
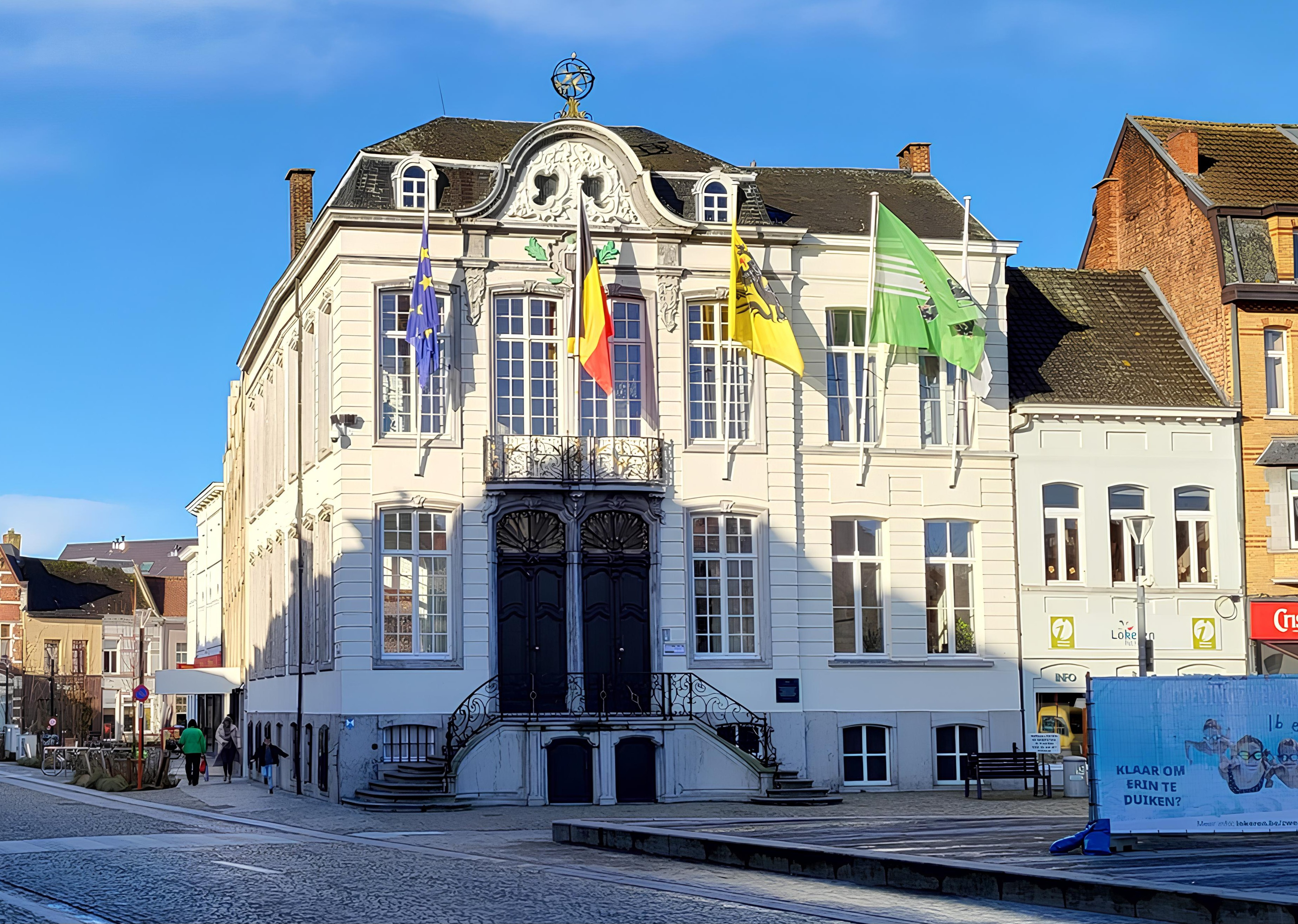
Het stadhuis
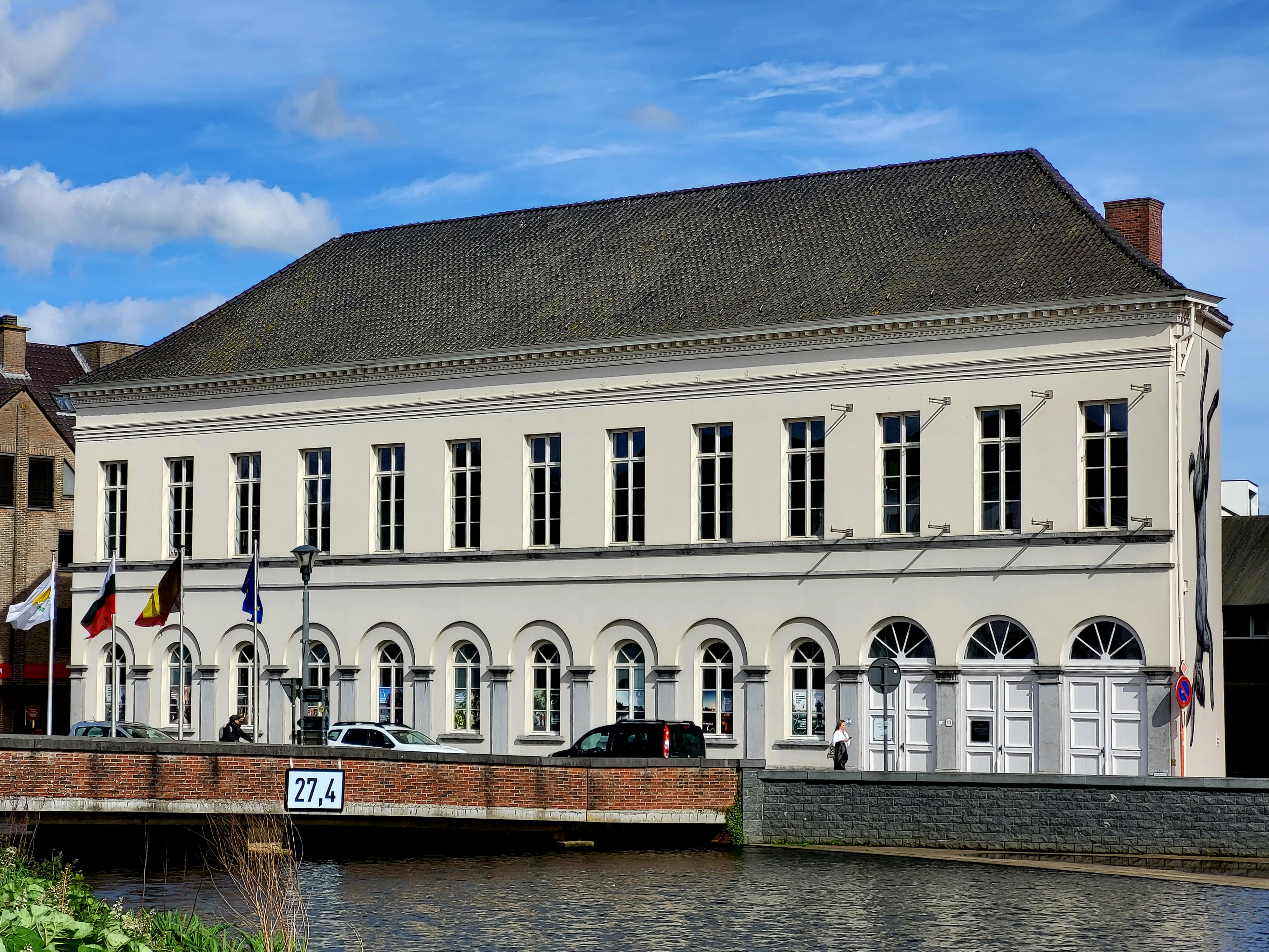
De Academie

Huizenrij aan de Markt
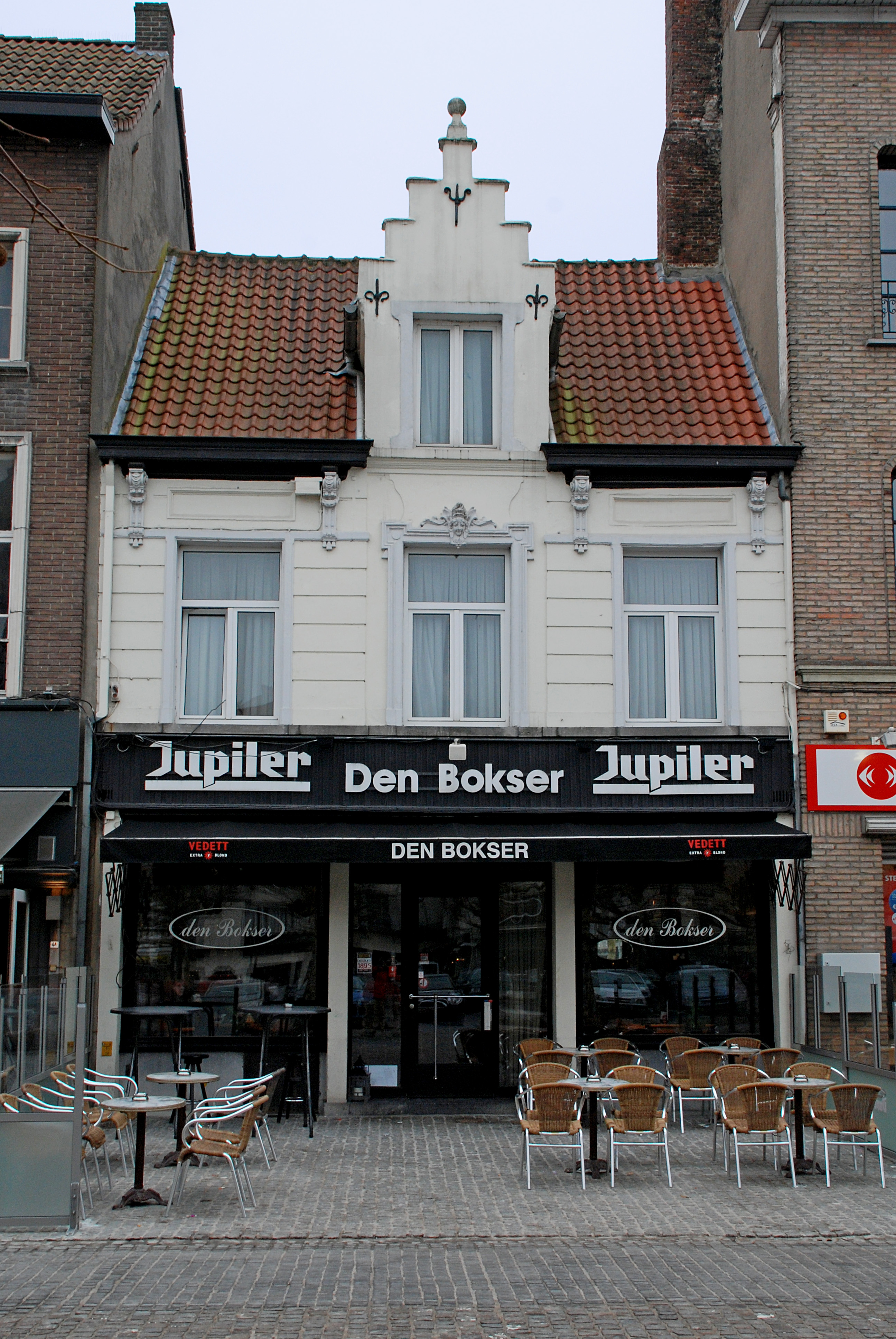
Stadswoning uit de 18e eeuw
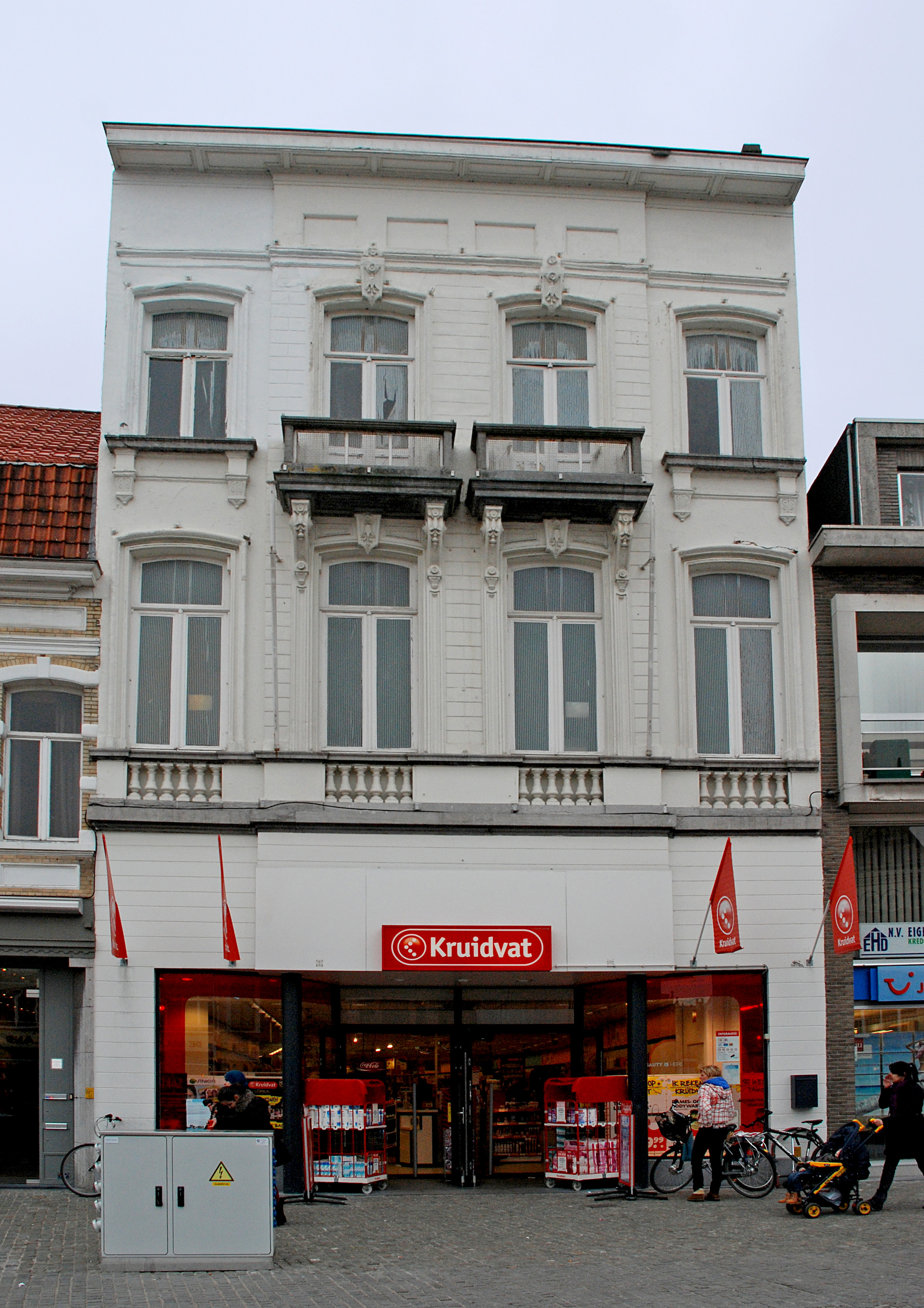
Burgerhuis van 1871
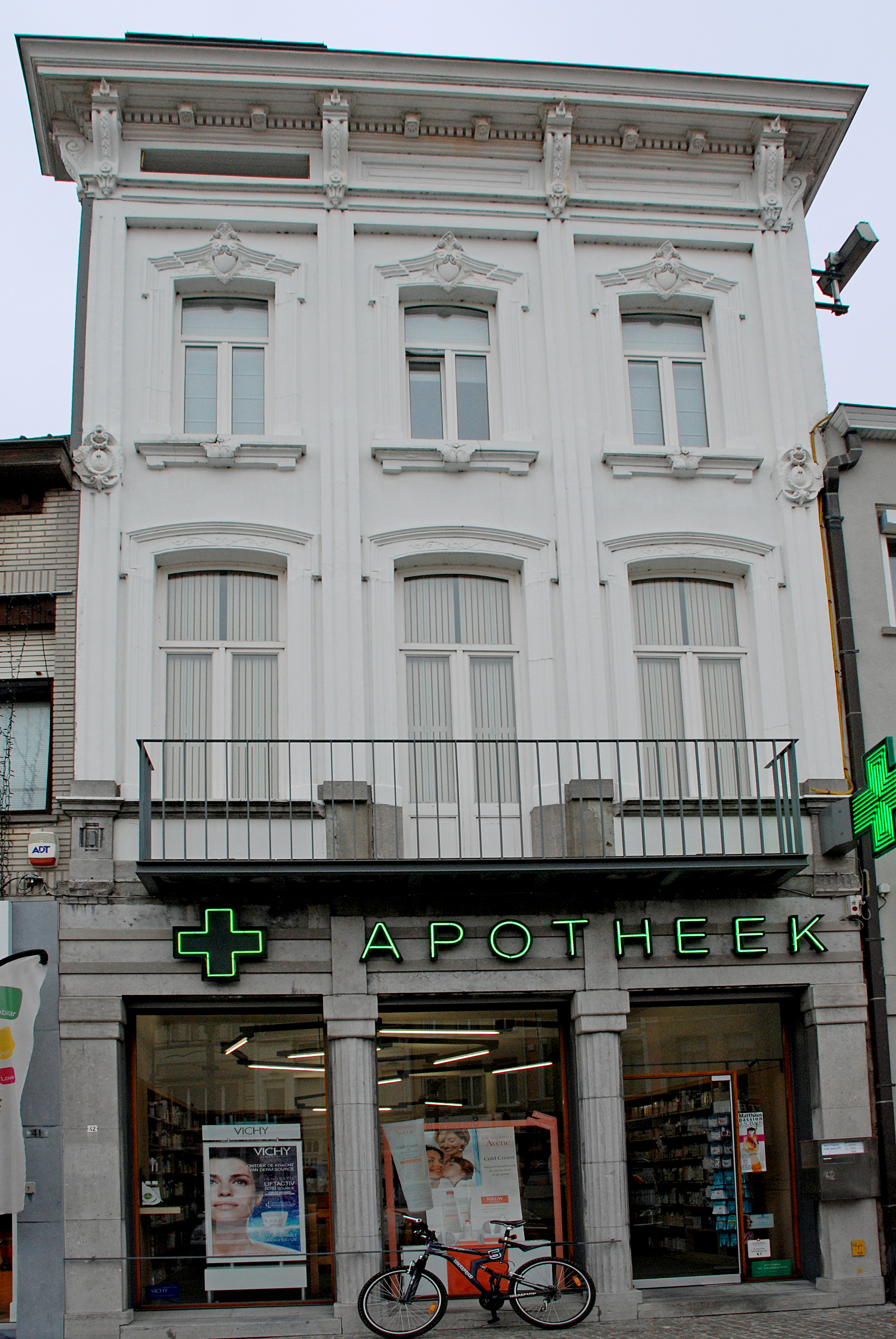
Burgerhuis van 1871
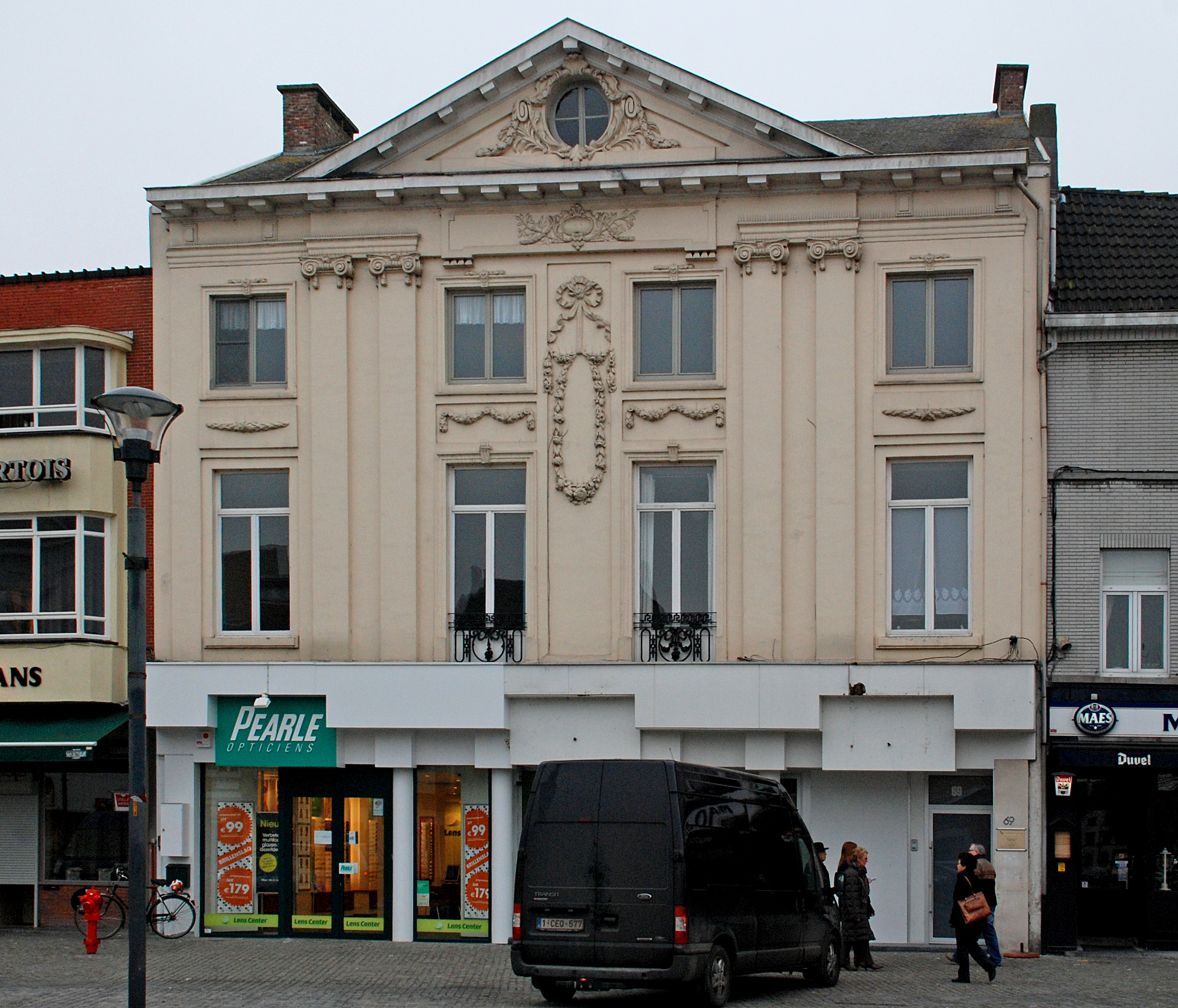
Huis De Wolmolen uit de 18e eeuw
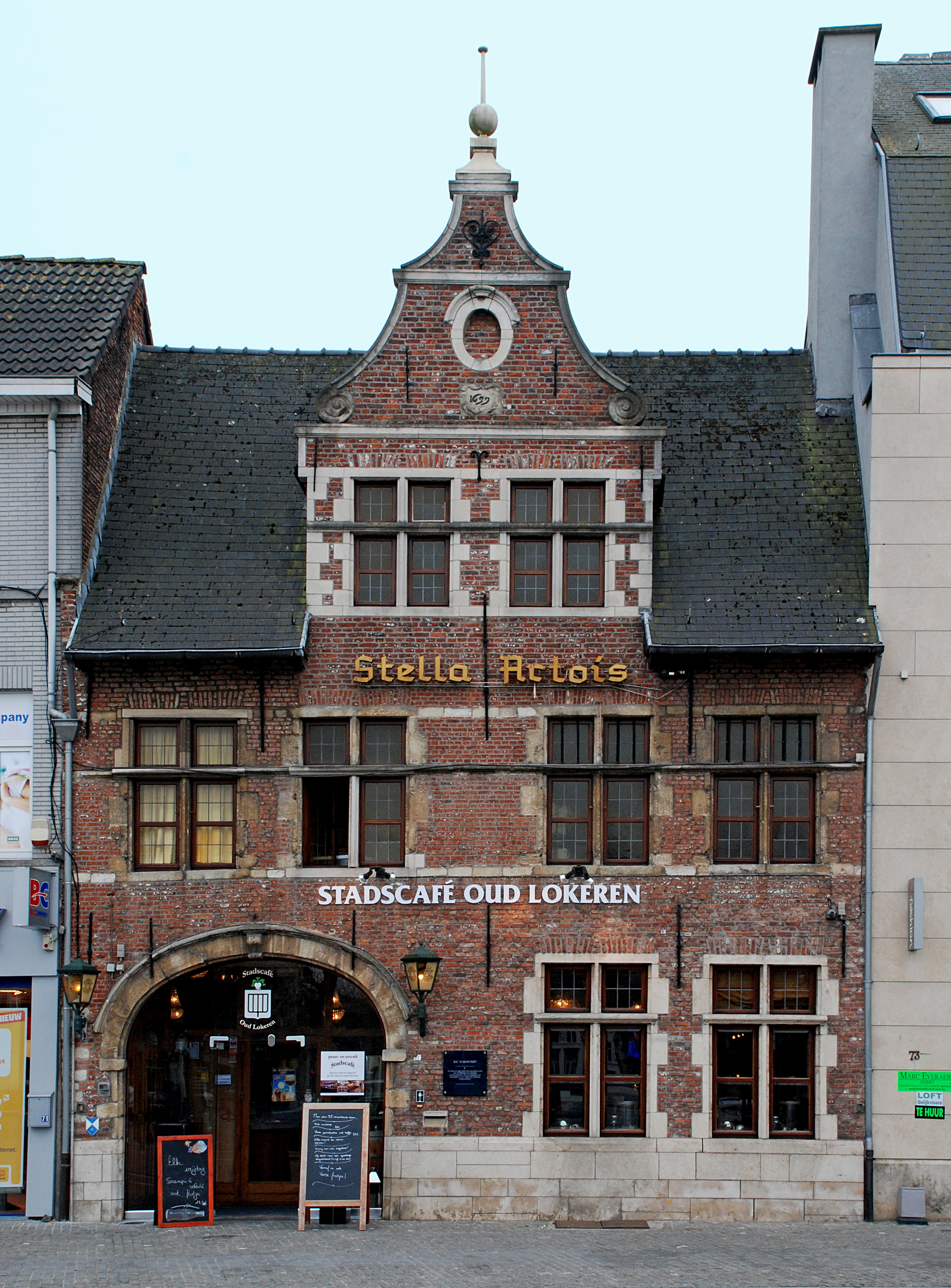
Huis Groene Poort van 1699
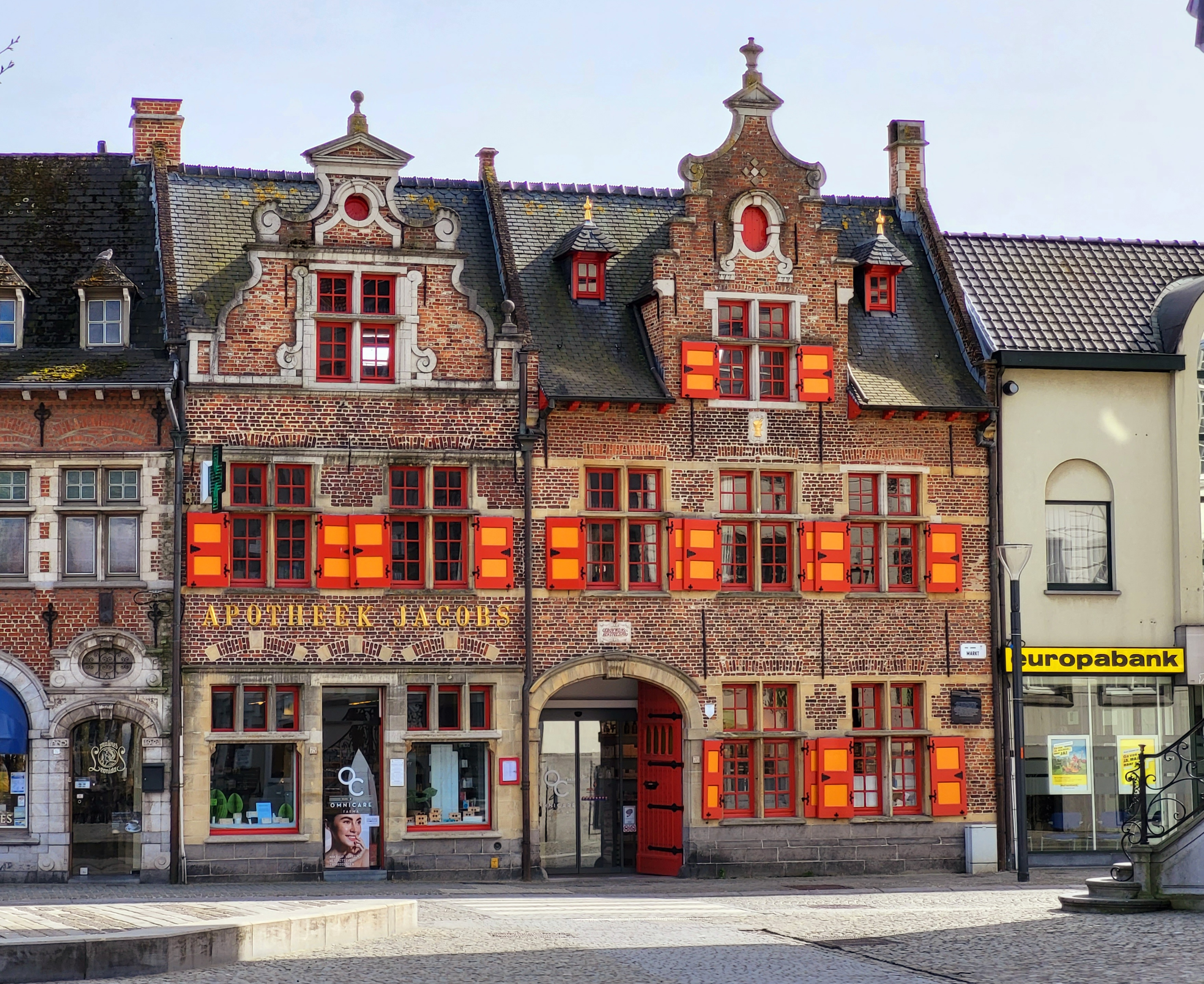
Apotheek Jacobs uit de 17e eeuw